# Vietnamesische Badmintonmeisterschaft 2004
Die Vietnamesische Badmintonmeisterschaft 2004 fand im September 2004 im Phan-Dinh-Phung-Stadion in Ho-Chi-Minh-Stadt statt. Die Finalspiele wurden am 26. September 2004 ausgetragen.

## Sieger und Finalisten
| Disziplin    | Gold                                | Silber                                   |
| ------------ | ----------------------------------- | ---------------------------------------- |
| Herreneinzel | Nguyễn Tiến Minh                    |                                          |
| Dameneinzel  | Lê Ngọc Nguyên Nhung                |                                          |
| Herrendoppel | Nguyễn Tiến Minh Nguyễn Quang Minh  | Bùi Quang Sơn Bùi Quang Huy              |
| Damendoppel  | Lê Thị Thanh Thủy Thái Thị Hồng Gấm | Lê Ngọc Nguyên Nhung Trần Thị Thanh Thảo |
| Mixed        | Trần Thanh Hải Trần Thị Thanh Thảo  |                                          |